# Новоселье (село, Струго-Красненский район)
Новоселье — село в Струго-Красненском районе Псковской области России. Является административным центром Новосельской волости.

## География
Находится на северо-востоке региона, в юго-западной части района. Южнее находится одноимённая деревня.
Уличная сеть
- переулки: Давыдова пер., Ручьевской пер., Советский пер.
- улицы: ул. Андрея Яковлева, ул. Васи Мальцева, ул. Вокзальная, ул. Горная, ул. Давыдова, ул. Евстафьева, ул. Железнодорожная, ул. Загорная, ул. Майская, ул. Новое Страхоново, ул. Первомайская, ул. Полевая, ул. Ручьевская, ул. Садовая, ул. Светланова, ул. Советская, ул. Старое Страхоново, ул. Школьная.

## Население
| 1939 | 2001 | 2002 | 2010 | 2011 |
| ---- | ---- | ---- | ---- | ---- |
| 1421 | ↘782 | ↘762 | ↘552 | ↗690 |

## История
С 1927 до 1932 и с 1935 до 1958 года село было центром Новосельского района. С 1927 года село также являлось центром Новосельского сельсовета. С 1932 до 1935 и с 1958 года село входит в состав Стругокрасненского района. В январе 1995 года, с переименованием сельсоветов в волости, село стало центром Новосельской волости.

## Известные уроженцы
- Евстафьев, Георгий Алексеевич — Герой Советского Союза.
- Хмылко, Вадим Владимирович (1924—1972) — первый секретарь Псковского райкома КПСС (1961—1970), Герой Социалистического Труда (1966).

## Инфраструктура
Путевое хозяйство.

## Транспорт
Расположено на железной дороге Псков — Струги Красные — Луга — Санкт-Петербург, в 20 км к юго-западу от посёлка Струги Красные. Железнодорожная станция Новоселье (станция).

## Достопримечательности
- В селе находится православный храм Покрова Пресвятой Богородицы. Деревянный. Построен в 1996—2002 годах[8][9].